# Xã Le Roy, Quận Lake, South Dakota
Xã Le Roy (tiếng Anh: Le Roy Township) là một xã thuộc quận Lake, tiểu bang Nam Dakota, Hoa Kỳ. Năm 2010, dân số của xã này là 209 người.